# Willst du
Willst du ist ein Lied des deutschen Rappers und Sängers Alligatoah. Das Stück ist die zweite Singleauskopplung aus seinem dritten Studioalbum Triebwerke.

## Entstehung und Veröffentlichung
Geschrieben und produziert wurde das Lied von Lukas Strobel (Alligatoah). Die Single wurde unter dem Musiklabel Trailerpark veröffentlicht und durch Groove Attack vertrieben. Auf dem Cover der Maxi-Single ist – neben Künstlernamen und Liedtitel – eine Collage von Screenshots aus dem dazugehörigen Musikvideo zu sehen, die alle zusammen das Gesicht Alligatoahs ergeben.
Die Erstveröffentlichung von Willst du erfolgte als digitale Veröffentlichung am 16. August 2013. Die Veröffentlichung eines physischen Tonträgers folgte fünf Wochen später am 20. September 2013 in Deutschland, Österreich und der Schweiz. Die Maxi-Single ist als 2-Track-Single erhältlich und beinhaltet neben der Radioversion eine Akustikversion von Willst du als B-Seite. Um das Lied zu bewerben, folgte unter anderem ein Liveauftritt im Living Room bei Joiz Germany.

## Inhalt
Der Liedtext zu Willst du ist komplett in deutscher Sprache verfasst. Sowohl Musik als auch Text stammen eigens von Alligatoah. Musikalisch bewegt sich das Lied im Bereich der deutschen Rapmusik. Im Refrain sind neben Rap- auch Gesangsteile vorhanden. Als Instrumentalist ist Martin Gündüz am Synthesizer zu hören.

„Willst du mit mir Drogen nehmen?

Dann wird es rote Rosen regnen.

Ich hab’s in einer Soap gesehen.

Willst du mit mir Drogen nehmen?“

Der Text von Willst du ist eine satirische Auseinandersetzung mit dem Drogenkonsum und -missbrauch. In einem Interview mit n-tv beschrieb Alligatoah den Inhalt des Liedes wie folgt: „Willst du ist eigentlich kein Drogen-Song. In der nächsten Zeile heißt es ja bereits: ‚Komm, wir gehen zusammen den Bach runter.‘ Es geht vielmehr um die Mentalität in der heutigen Zeit, die Romantik im Zugrundegehen zu finden. Drogen sind dafür nur das Beispiel der Jugend.“
Einige Radiostationen verzichteten im Hinblick auf das Thema darauf das Lied zu spielen, Alligatoah zeigte dafür in einem Interview Verständnis. Vereinzelt wurde der Text als Drogenverherrlichung interpretiert, was aber Kritik hervorrief.

## Musikvideo
Das Musikvideo zu Willst du wurde auf Rügen gedreht und feierte am 21. Juli 2013, auf YouTube, seine Premiere. Zu sehen ist eine Jugendliche, die zusammen mit einem Freund ihr Zuhause verlässt und durchs Land zieht und sich dabei auf einen Drogentrip begibt. Zu Beginn nimmt sie noch verlegen die ersten Drogen an, später wird sie offener, gegen Ende scheint sie drogenabhängig zu sein. Das Video endet mit ihr, wie sie kopfüber in eine Flut stürzt und auf dem Wasser treibt.
In einigen Szenen und Einstellungen wird das Musikvideo Du des Künstlers Cro parodiert.
Bei der Echoverleihung 2014 war das Musikvideo mit 19 weiteren Musikvideos in der Kategorie Video (national) nominiert, musste sich aber schon in der ersten Abstimmungsrunde geschlagen geben. Die Gesamtlänge des Videos beträgt 3:42 Minuten. Regie führte Alligatoah selbst. In einem Interview gab er an, dass das Video durch einen Exportfehler seinen „grizzlichen“ Effekt erhielt.
Bis heute zählt das Video über 67 Millionen Aufrufe bei YouTube (Stand: August 2023).

## Mitwirkende
Liedproduktion
- Alligatoah: Gesang, Komponist, Liedtexter, Musikproduzent, Rap, Regisseur (Musikvideo)
- Martin Gündüz: Synthesizer

Unternehmen
- Groove Attack: Vertrieb
- Trailerpark: Musiklabel

## Kommerzieller Erfolg

### Chartplatzierungen
Willst du erreichte in Deutschland Position 14 der Singlecharts und konnte sich insgesamt 62 Wochen in den Charts halten, womit es zu den am längsten platzierten Singles zählt. In Österreich erreichte die Single in 34 Chartwochen Position 20 der Charts. Obwohl es das Lied nicht auf Platz eins in Deutschland schaffte, war es trotzdem für einen Zeitraum von drei Wochen das erfolgreichste deutschsprachige Lied in den deutschen Singlecharts. 2013 platzierte sich die Single in den deutschen Jahressinglecharts auf Position 83 und in den Jahressinglecharts von 2014 auf Position 89.
Für Alligatoah ist dies der erste Charterfolg in Deutschland und Österreich. In beiden Ländern konnte sich bis heute keine Single von ihm höher und länger in den Charts platzieren.
| ChartsChartplatzierungen | Höchstplatzierung | Wochen |
| ------------------------ | ----------------- | ------ |
| Deutschland (GfK)        | 14 (62 Wo.)       | 62     |
| Österreich (Ö3)          | 20 (34 Wo.)       | 34     |

| ChartsJahrescharts (2013) | Platzierung |
| ------------------------- | ----------- |
| Deutschland (GfK)         | 83          |

| ChartsJahrescharts (2014) | Platzierung |
| ------------------------- | ----------- |
| Deutschland (GfK)         | 89          |

### Auszeichnungen für Musikverkäufe
In Österreich erhielt die Single im März 2016 für mehr als 15.000 Verkäufe eine Goldene Schallplatte. Zudem wurde Willst du im März 2022 in Deutschland mit einer Diamant-Schallplatte für über eine Million verkaufte Einheiten ausgezeichnet, womit das Lied nicht nur zu den meistverkauften Rapsongs, sondern zu den meistverkauften Singles des Landes zählt.
| Land/Region        | Auszeichnungen für Musikverkäufe (Land/Region, Auszeichnung, Verkäufe) | Verkäufe  |
| ------------------ | ---------------------------------------------------------------------- | --------- |
| Deutschland (BVMI) | Diamant                                                                | 1.000.000 |
| Österreich (IFPI)  | Gold                                                                   | 15.000    |
| Insgesamt          | 1× Gold · 1× Diamant ·                                                 | 1.015.000 |

## Robin-Schulz-Remix
2014 veröffentlichte der deutsche DJ Robin Schulz einen Remix von Willst du. Das Stück ist die dritte Singleauskopplung aus seinem Debütalbum Prayer.
Entstehung und Veröffentlichung
Bei dieser Remixversion gibt es textlich, im Vergleich zum Original, keine Abweichungen. Produziert wurde die Single von Robin Schulz. Während des Liedes ist nur die Stimme von Alligatoah zu hören, Schulz wirkt lediglich als DJ/Remixer. Die Single wurde unter den Musiklabels Tonspiel und Warner Music Group veröffentlicht und durch Edition Grafen & Freunde und Sony/ATV Music Publishing vertrieben. Auf dem Cover der Maxi-Single sind – neben Künstlernamen und Liedtitel – zwei Rosenblüten und der Oberkörper von Schulz, aus der Sicht eines Rausches, zu sehen.
Die Erstveröffentlichung von Willst du erfolgte am 5. September 2014 in Deutschland, Österreich und der Schweiz. Die Maxi-Single ist als 2-Track-Single erhältlich und beinhaltet neben der Radioversion eine Extended Version von Willst du als B-Seite.
Musikvideo
Das Musikvideo zu Willst du feierte am 22. August 2014, auf YouTube, seine Premiere. Zu sehen sind Menschen unterschiedlichsten Alters und Geschlechts, in verschiedenen Rauschzuständen (verursacht durch Alkohol, Drogen, Spielkonsolen usw.). Die Gesamtlänge des Videos beträgt 4:10 Minuten. Regie führte Felix Urbauer. Bis heute zählt das Video mehr als 45 Millionen Klicks (Stand: August 2023).
Mitwirkende
- Alligatoah: Gesang, Komponist, Liedtexter, Rap
- Robin Schulz: DJ, Musikproduzent
- Felix Urbauer: Regisseur (Musikvideo)

- Edition Grafen & Freunde: Vertrieb
- Sony/ATV Music Publishing: Vertrieb
- Tonspiel: Musiklabel
- Warner Music Group: Musiklabel

Chartplatzierungen
Willst du erreichte in Deutschland Position 35 der Singlecharts und konnte sich insgesamt zehn Wochen in den Charts halten. In Österreich erreichte die Single in vier Chartwochen Position 42 und in der Schweiz in ebenfalls vier Chartwochen Position 47 der Charts.
Für Schulz als Interpret ist dies der dritte Charterfolg in Deutschland, Österreich und der Schweiz. Als Produzent ist es in allen drei Staaten sein erster Charterfolg.
Für Alligatoah als Autor und Interpret ist dies der dritte Charterfolg in Deutschland sowie der zweite in Österreich und der erste in der Schweiz. In der Schweiz konnte sich bis heute keine Single von ihm höher und länger in den Charts platzieren.